# 上蓋格山
上蓋格山（Hohe Geige）是奧地利的山峰，位於該國西部，由蒂羅爾州負責管轄，屬於奧茨塔爾阿爾卑斯山脈的一部分，海拔高度3,395米，每年平均降雨量1,357毫米，人類在1853年首次登頂。